# Dammfri
Dammfri är ett bostadsområde i Innerstaden i Malmö, mellan John Ericssons väg och Köpenhamnsvägen, väster om Mariedalsvägen. 
Dammfri består av flerfamiljshus varav hälften är bostadsrätter och hälften hyresrätter. Centralt i området ligger Dammfriskolan, med 550 elever från förskoleklass till årskurs 9. Längre västerut ligger Pjättängens förskola och vid Mariedalsvägen Pildammsstadens förskola.

## Historia

### Dammfrigården
Stadsdelen bär sitt namn efter Dammfrigården, en villa uppförd i slutet av 1850-talet av handlaren Nils Söderberg åt sin sjukliga hustru Anna Christina Söderberg på nuvarande Korsörsvägen 1 i korsningen av Köpenhamnsvägen och Mariedalsvägen. Hustrun avled 1859, och gården såldes därefter till Johan Danius. Gården hade i slutet av 1800-talet och början av 1900-talet flera olika ägare, för att sedan säljas till Malmö stad 1915 och gjordes om till två hyreslägenheter. På 1970-talet var gården förfallen, men nyttjades av scoutkåren Gripen. I november 1980 revs gården för att uppföra ett seniorboende på tomten.

### Etymologi
Ursprunget till namnet på gården är omtvistat. Möjligen gavs gården namnet med tanke på dess avskildhet från stadens damm, men namnet skrevs 1865 Damfred, och enligt stadsarkivarien Leif Ljungberg skulle namnet komma av ett äldre Daniifred, efter Danius.

### Modern bebyggelse

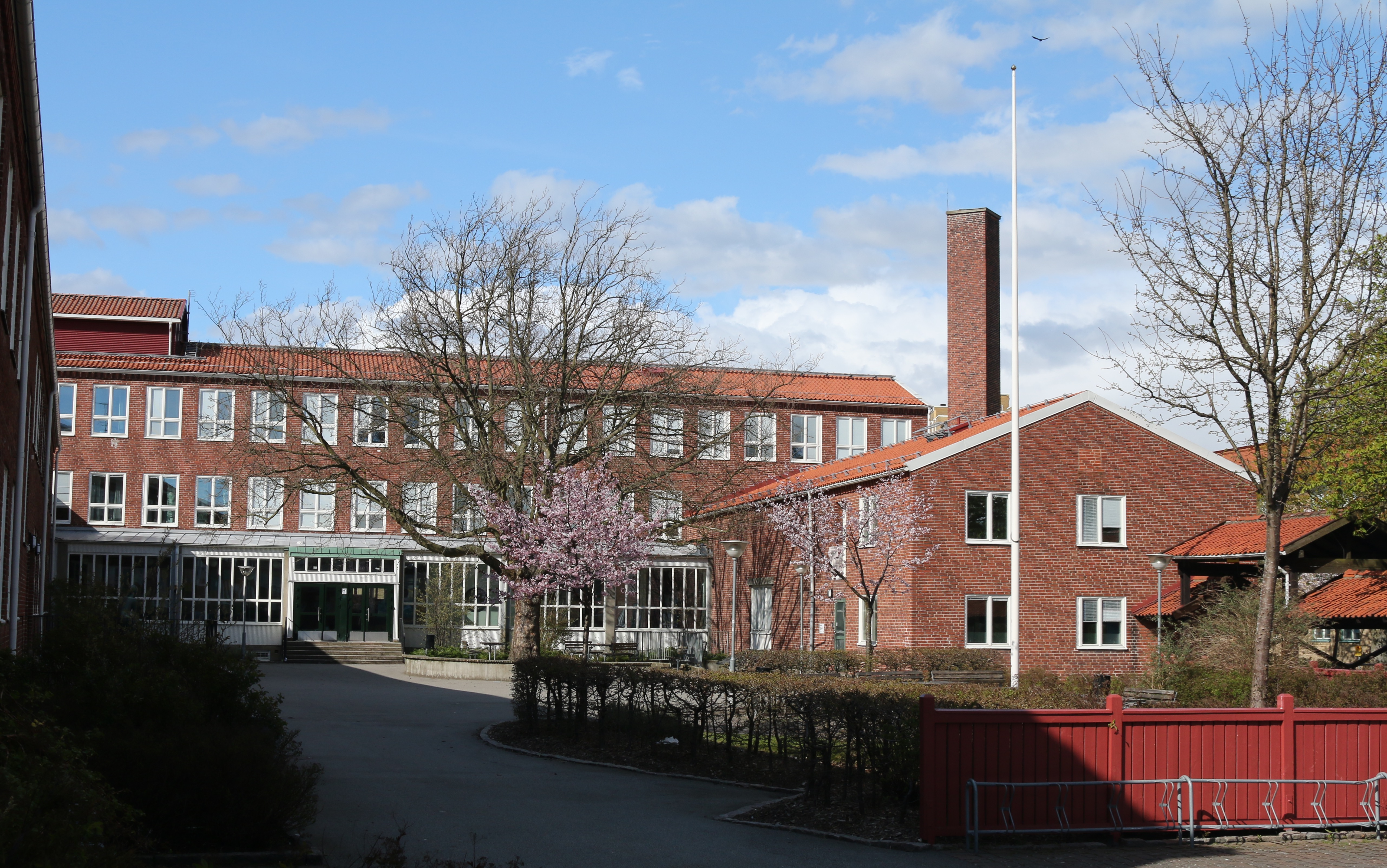
Dammfriskolan

Området började byggas på sent 1940-tal med 12 meter breda hus med 3–4 våningar. Det är typiskt för utvecklingen av öppna stadskvarter där tillgängligheten till gårdarna ökats. Till de viktigare delarna hör punkthusen vid Ängdalaplan, experimenthusen vid Hillerödsvägen samt byggnaderna och grönområdet kring Bobergsängen, med siktlinjen mot Pildammstornet.